# Risco Caído
Risco Caído je arheološki lokalitet domorodačke kulture Canarios u općini Artenara na otoku Gran Canaria, otočje Kanari (Španjolska). Krajolik litica, jaraka i vulkanskih formacija bogate biološke raznolikosti sadrži i 21 špilje iskopane u vulkanskoj stijeni kanjona ravnice Barranco Hondo. Te su špilje imale stambenu i poljoprivredno-stočnu namjenu najmanje 600 godina i bile su okupirane od 13. do početka 20. stoljeća. Uz to, također se smatra da ga Aboridžini koriste kao astronomski opservatorij.
Risco Caído i svete planine kulturnog krajolika Gran Canaria su 20019. godine upisani na UNESCO-ov popis mjesta svjetske baštine u Africi jer veliki broj trogloditskih naselja (špiljska staništa, kašteli i cisterne), čija je starost dokaz prisutnosti pre-hispanske kulture na otoku koja se razvila izolirano, od dolaska sjevernoafričkih Berbera početkom naše ere, sve do prvih španjolskih doseljenika u 15. stoljeću.

## Odlike
Planinsko središte Gran Canaria, izvanredno po svojoj geomorfologiji i biogeografiji, izvanredno je i po tome što su ga dvije radikalno različite kulture neprekidno okupirale više od 1500 godina. Otok su prvi naselili doseljenici berberskog kulturnog konteksta iz Amazigha (Sjeverna Afrika), koji su vjerojatno stigli do Gran Canarija oko početka prvog tisućljeća. Zatim su ga osvojili Kastiljci krajem petnaestog stoljeća, u zore modernog doba europske civilizacije. Sadašnje kanarsko društvo naslijedilo je odlike i jedne i druge kulture, ali vjerovanje predeuropskog stanovništva u svetost okolne prirode je napušteno.
Najistaknutije špilje Risco Caída su one katalogizirane C6 i C7, zbog njihove astronomske, ceremonijalne i simboličke važnosti. Te su špilje smještene sjeverno od naselja i vjerojatno su najstarije. U njima se nalazi jedno od najvažnijih planinskih svetišta drevnih Kanarijanaca. U svim špiljama nalazi se veliki broj petroglifa na stijenama, tragova šalica i reljefa.
Špilja C6, poznata kao almogarén ili „svetište Risco Caído”, je ukopani ograd s kružnim podom i paraboloidnom kupolom; vrlo rijetka vrsta građevine na otoku koje je služilo kao mjesto susreta od Faycanes (svećenika Kanarijanaca). Osim posebne arhitekture, najznačajnije je da ova špilja ima optički uređaj ili kanal koji je iskopan kako bi projicirao sunčeve zrake ili puni mjesec na jedan od zidova glavne komore; tako da svjetlost pada na uklesane reljefe pehara i stidnih trokuta (što sugerira da je to hram bio posvećen plodnosti), koje su imale simboličku i astronomsku funkciju. Zapravo ovo svetište je bilo zamišljeno kao jako kompliciran kompleks i jedinstven sunčev i mjesečev sat, povezan s mogućim kultom zvijezda i Majke Zemlje.

## Ostala mjesta
Pored Risco Caída, kulturni krajolik Gran Canaria, koji pokriva općine Artenara, Tejeda, Gáldar i Agaete, uključuje i nalazišta Roque Bentayga uključujući Kraljevske špilje (Cuevas del Rey), Špilja svjetiljki (Cueva de los Candiles) na litici Chapín i Mesa de Acusa.
U blizini Roque Bentayga, jedne od najupečatljivijih jedinstvenih geoloških formacija na otoku Gran Canaria, nalaze se drevna kanarska starosjedilačka naselja Cuevas del Rey i Roque Camello, koja se sastoje od stotinu špilja sa sobama, ukopima, silosima, itd.
Špilje Acuse nalaze se u sjeverozapadnom dijelu Cuenca de Tejeda, u općini Artenara i bile su jedan od centara drevnih Kanarijanaca, o čemu svjedoče brojni dokazi špiljskih nastambi, kaštela, grobnih jama itd. Većina arheoloških ostataka nalazi se u prirodnoj Utvrdi Acusa (Mesa de Acusa), koja je visoravan okomitih zidova iznad ravnica Tejede i El Merino, što joj daje strateški značaj. „Koralji Acuse” su 9 umjetnih i oslikanih špilja raspoređenih na dvije razine, smještenih pod velikim kutom istočno od visoravni. Acusa Seca sastoji se od oko 40 špilja iskopanih na dnu prirodne izbočine, od kojih su većina utvrđene staje. Jedna od njih je „špilja-pustinja” koja ima rupu nad vratima gdje je, prema tradiciji, bilo ugrađeno zvono jer je špilja služila kao franjevačka ćelija sredinom 14. st.
La Candelaria su 22 umjetne špilje raspoređene u 4 razine, među kojima se ističu dvije špilje koje sadržavaju relevantne špiljske urese. Tako npr. špilja br. 7 u podnožju središnjeg dijela grada ima križni oblik u kojemu su dvije umjetne prostorije obojene almagrom.

## Recenzije
Uključivanje Risco Caído na popis UNESCO-ove svjetske baštine kritizirali su pojedini sektori, poput matematičara Joséa Barriosa koji smatra da nedostatak znanstvene potpore u stvarnosti smatra aboridžinskim astronomskim opservatorijom ili institucionalnom prevelikom zaštitom ove enklava pred drugima u Gran Canariji, kao što je arheološko nalazište Cuatro Puertas, također geograf Eustaquio Villalba, doveo je u pitanje postojanje astronomskog opservatorija u Risco Caído, oboje kritizirajući i da je jedan članak (koji oni smatraju "malo znanstvena baza "), napisao je otkrivač stranice Julio Cuenca, dovoljna je za takvu međunarodnu deklaraciju.
- Almogarén Roque Bentayga
- Visoravan Acusa
- La Candelaria, Artenara
- Drevna cisterna Botija, Gáldar.
- Jedna od špilja još uvijek u uporabi; kao ostava.

## Vanjske poveznice
- Risco Caído - Službena stranica  Arhivirana inačica izvorne stranice od 19. veljače 2022. (Wayback Machine) (šp.)